# Obruk Hanı
Koordinaten: 38° 10′ 30″ N, 33° 10′ 59″ O

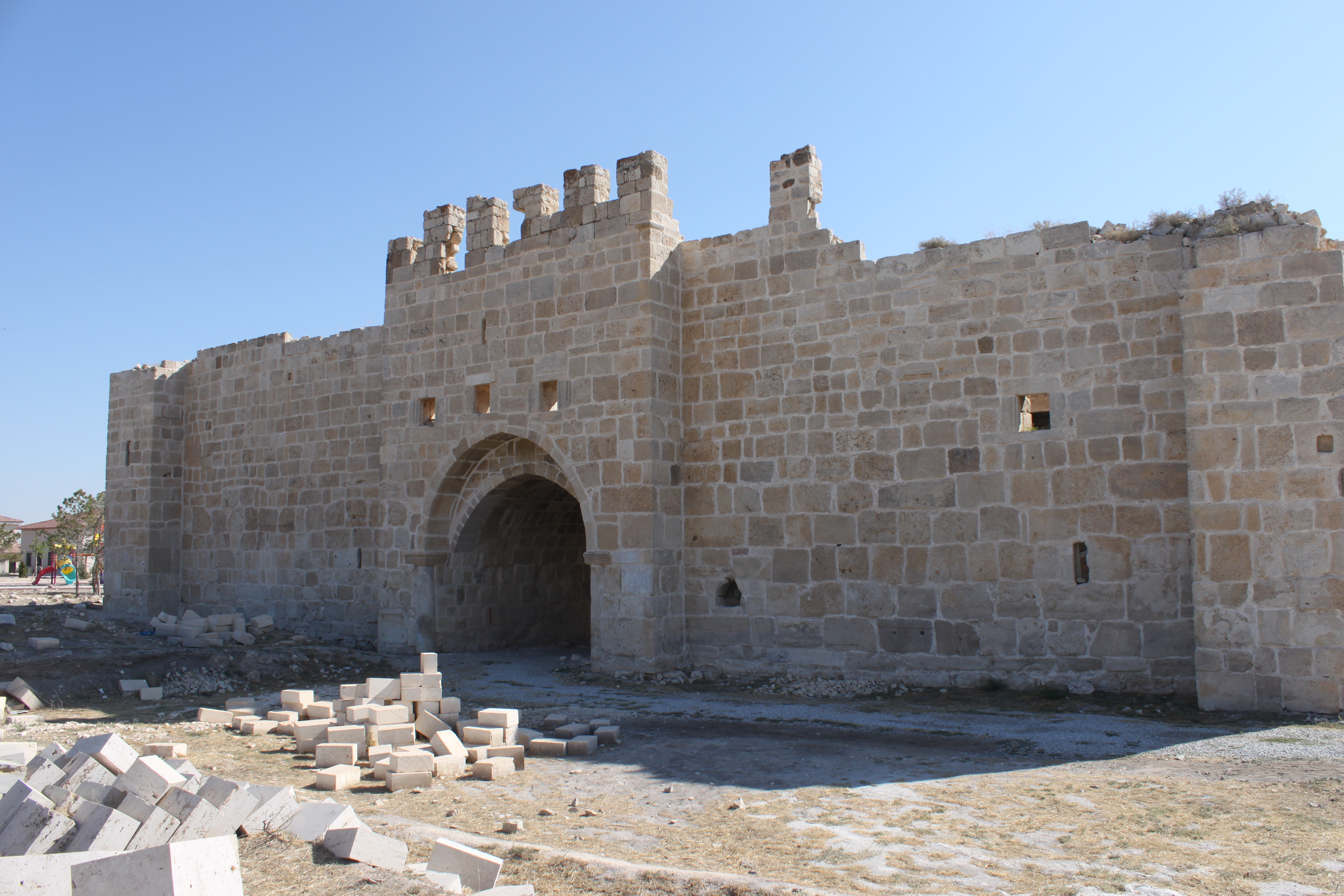
Obruk Hanı, Torseite

Der Obruk Hanı, benannt nach der Riesendoline (türkisch obruk), die sich hinter dem Han befindet, ist eine seldschukische Karawanserei nordöstlich von Konya in der gleichnamigen Provinz in Anatolien. Der ursprüngliche Name ist nicht mehr bekannt; sicher ist jedoch, dass er schon um 1250 von Mevlânâ als Obruk Hanı bezeichnet wird.

## Lage
Der Obruk Hanı liegt im äußersten Nordosten des Landkreises Karatay. Er befindet sich etwa 75 Kilometer nordöstlich des Stadtzentrums von Konya und circa 82 Kilometer westlich von Aksaray entfernt, vier Kilometer nördlich der Nationalstraße 300 von Konya nach Aksaray, südlich des Dorfes Obruk. Bei seiner Erbauung lag er an der wichtigen Handelsstraße von Konya nach Kayseri.
Obruk Hanı kann nur von außen besichtigt werden, der Innenbereich ist wegen der Gefahr durch Kunsträuber abgesperrt.
Neben dem Han befindet sich ein alter osmanischer Friedhof, der nicht mehr genutzt wird.

## Geschichte

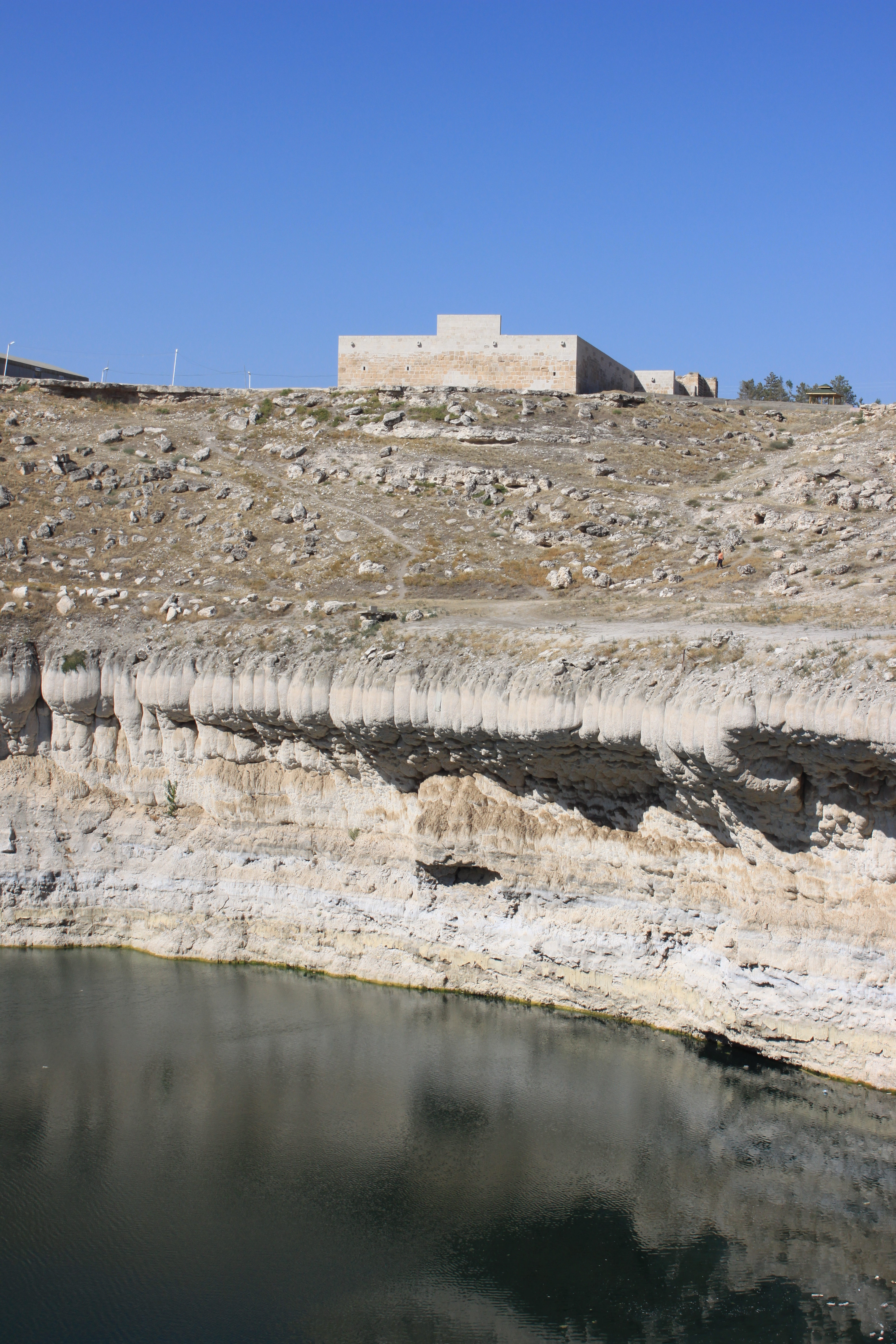
Obruk Hanı, mit Doline, Blick nach Ostsüdost

Das Baudatum des Hans ist nicht bekannt. Die Wissenschaft geht von einer Errichtung im Zeitraum von 1220 bis 1250 aus, da Obruk Hanı zwischen Saddedin Hanı (erbaut 1236) und Sultanhanı(erbaut 1229) liegt.
Erwähnt wird Obruk Hanı in mehreren historischen Quellen, so in den Schriften von Mevlânâ, der von 1227 bis 1273 in Anatolien lebte.
Pervâne Mu‘in al-Din Suleyman, ein Berater des Seldschukensultans Kılıç Arslan IV. (gestorben 1265), berichtet von Kämpfen in der Nähe des Obruk Hans.
Aufzeichnungen unter Sultan Izz ad-Din Kai Kaus II. aus den Jahren 1246 bis 1256 berichten, dass mongolische Reiter Obruk Hanı eingenommen hatten.
Das Gebäude wurde durch mehrere Erdbeben schwer beschädigt, so stürzte unter anderem die Decke ein.
1996 sichtete die Universität Selçuk den Han mit dem Gelände ringsum und nahm Ausgrabungen vor. Im September 2007 begann eine umfassende Renovierung, bei der die Außenmauern und das Eingangsportal instand gesetzt wurden. Ein zerstörter Südteil der Mauer wurde wieder aufgebaut, so dass der Han nur noch durch das Tor betreten werden kann. Weitere Renovierungsarbeiten sind vorgesehen, unterblieben aber seit 2009 (Stand 2017).

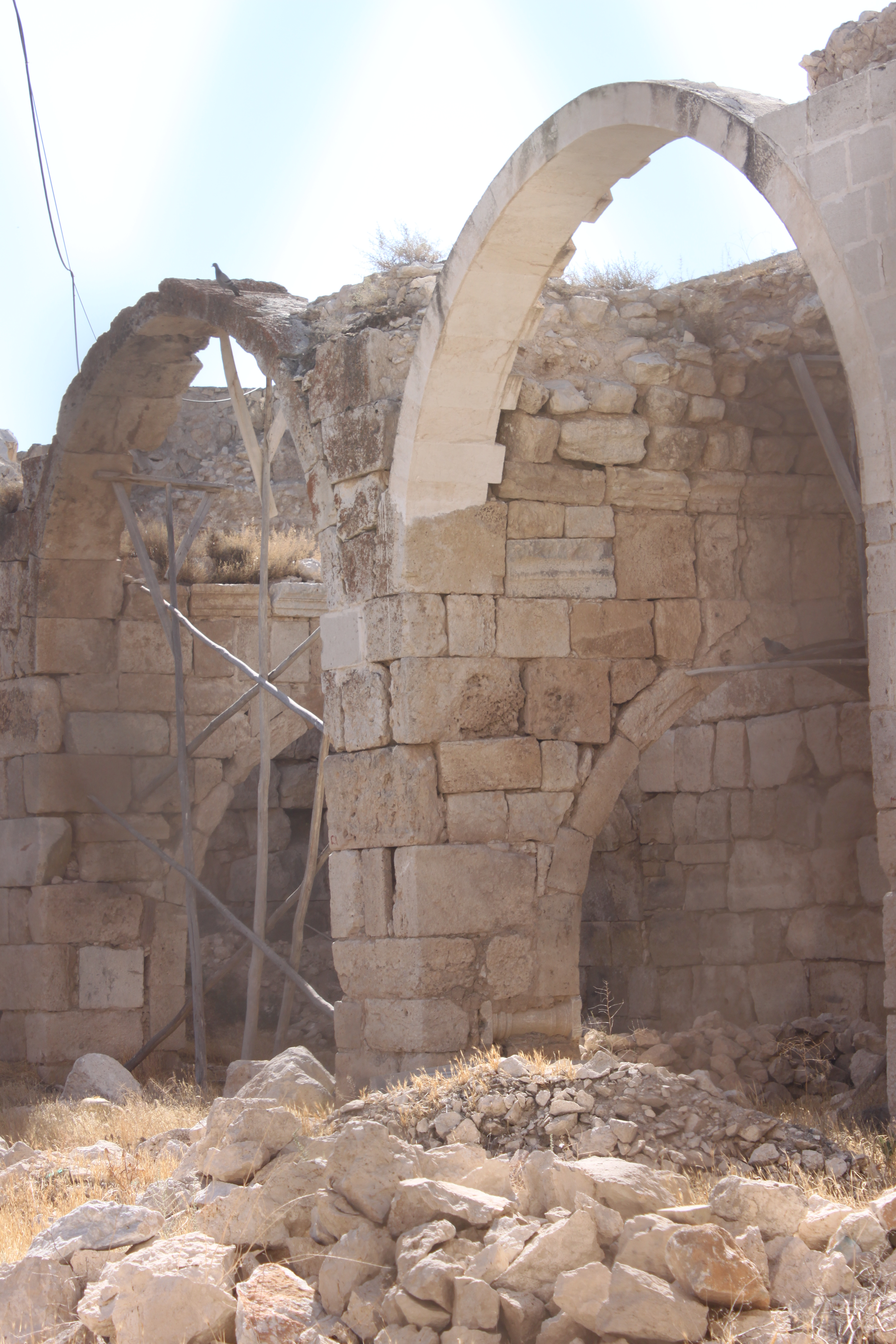
Obruk Hanı, Bogen der Seitenschiffe

## Architektur
Der Han ist ein typisch klassischer seldschukischer symmetrischer Bau, dessen Eingangstor nach Ostsüdost ausgerichtet ist.
Er besteht aus zwei miteinander verbundenen Bauwerken:
Ein quadratischer Bau mit circa 35 Meter Seitenlänge, in dem sich mittig ein zwanzig Meter langer und 15 Meter breiter Innenhof befindet.
Rechts und links des Innenhofes befinden sich fünf Seitenhallen, die jeweils ungefähr zehn Meter breit sind. Von den Seitenhallen sind größtenteils nur die Bögen erhalten. Dass der Innenhof größer als die umbaute Fläche an den Seiten ist, ist typisch für einen Seldschuken-Han.
An der Westseite schließt sich der sogenannte „Wintersaal“ an, er diente vor allem in den kalten Monaten als Unterkunft. Dieser Saal ist ungefähr 30 Meter lang und 20 Meter breit. Das mittlerweile eingestürzte Stützkreuzgewölbe bestand aus acht Schiffen. Diese waren drei bis vier Meter breit und neun Meter lang. Zur Mitte hin befinden sich Futtertröge für die Tiere. In der Mitte des dritten Schiffes von Westen befand sich ursprünglich ein kleiner Laternenturm, so wie man ihn von Karatay Han kennt; er ist jedoch völlig zerstört. Die Mauer zum Innenhof mit dem Portal ist ebenfalls eingestürzt.
Auffällig ist die Eingangsseite. Mittig befindet sich ein unscheinbarer, fast fünf Meter hoher Torbogen, der an beiden Seiten von byzantinischen Säulen mit antikem Architrav gestützt wird. Die typische seldschukische Muqarnas-Verzierung fehlt völlig; dies lässt darauf schließen, dass der Han in großer Eile errichtet wurde. Auch die übliche Inschrift über dem Torbogen fehlt. Der Torbogen selbst wurde nachträglich um ungefähr einen Meter verkleinert. Der Torbereich ist zweistöckig ausgebaut und wird – unüblich für einen Seldschuken-Han – von kleinen Zinnen gekrönt. Im Torbereich im zweiten Stock befand sich eine kleine Moschee, die durch drei kleine quadratische Fenster nach außen Licht erhielt. Im Torgebäude befinden sich noch vier quadratische Zimmer, jeweils zwei rechts und links des Tores im Erdgeschoss und im ersten Stock. Es handelt sich dabei wahrscheinlich um eine Schatzkammer, in der die Wertsachen der Karawanen verstaut wurden, sowie um ein Krankenzimmer und die Unterkünfte für die Wachmannschaft.
Die Außenwände sind fast vollständig im Original erhalten. Verzierungen im Außenbereich fehlen völlig. Die Mauer des vorderen Baus wird von sechs Stütztürmen verstärkt; beim Wintersaal, dessen Mauern etwas dünner sind, fehlen Außentürme. Einzige Öffnung nach außen sind das Portal und die drei Fenster der Moschee.

## Kunst

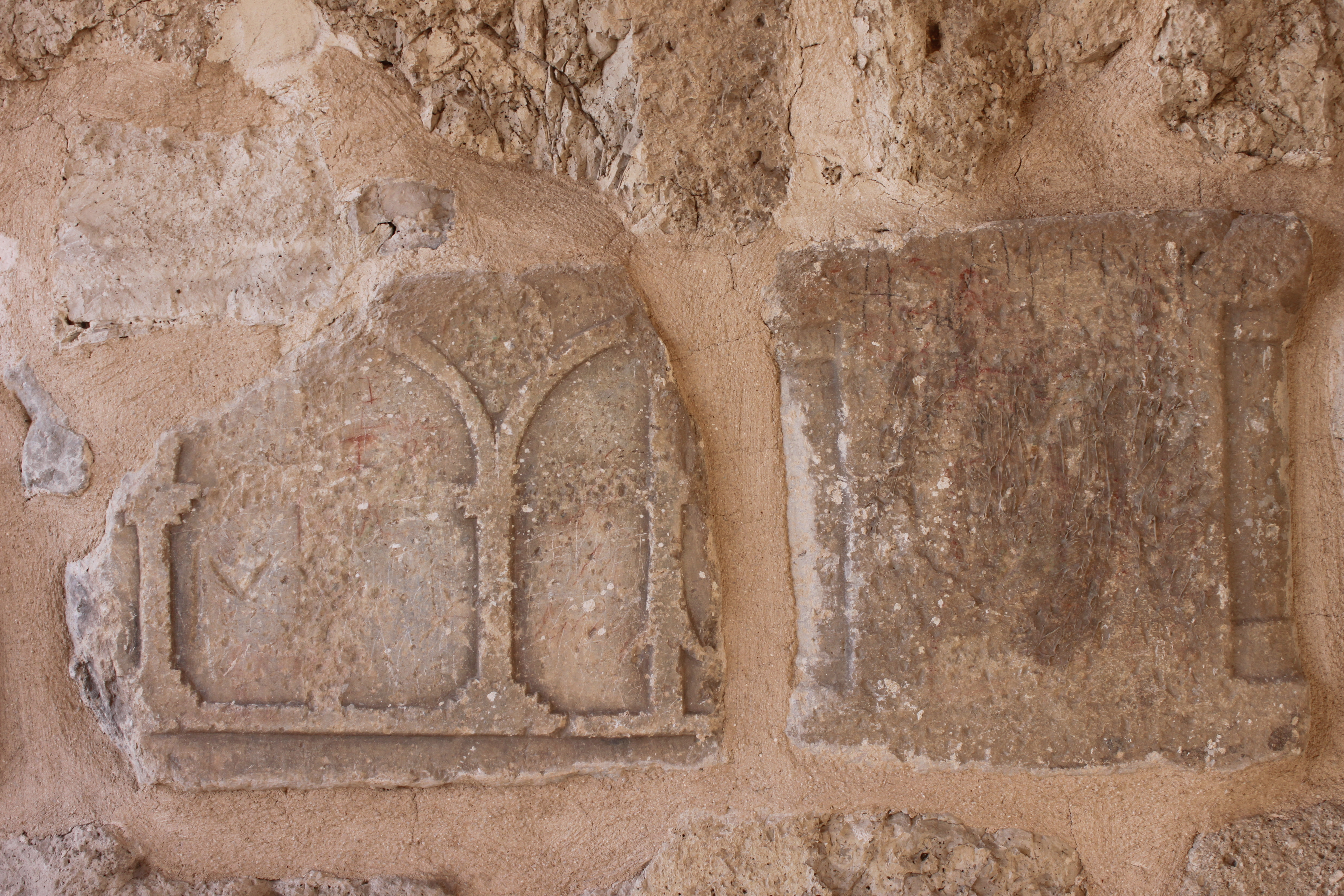
Obruk Hanı, Spolie

In Bezug auf seine künstlerische Ausstattung ist dieser Han einzigartig.
Bis auf eine Ausnahme fehlen seldschukische Kunstmotive völlig: in der Moschee über dem Tor befindet sich eine Mihrāb (Gebetsnische), die jedoch von Kunsträubern stark beschädigt wurde.
Stattdessen wird das Aussehen des Hans von byzantinischen Bauteilen geprägt. So wurde der Hauptgang der Winterhalle von vierzehn byzantinischen Säulen getragen, von denen noch zehn stehen. Auch das Eingangsportal steht auf antiken Säulen. Ebenso war der Innenhof ursprünglich von Säulen geschmückt. In den Wänden befinden sich ebenfalls zahlreiche Spolien (Bauteile aus anderen, älteren Bauwerken), ein Teil davon stammt aus der antiken Stadt Perta in Lykaonien, andere stammen aus einer byzantinischen Kirche und einem Kloster, welche in der Nähe von Kizören gelegen waren. Die meisten Spolien tragen griechische Inschriften und zeigen christliche Symbole, es finden sich aber auch lateinische Inschriften. Durch Kunsträuber gingen jedoch zahlreiche Spolien verloren.

## Fotogalerie

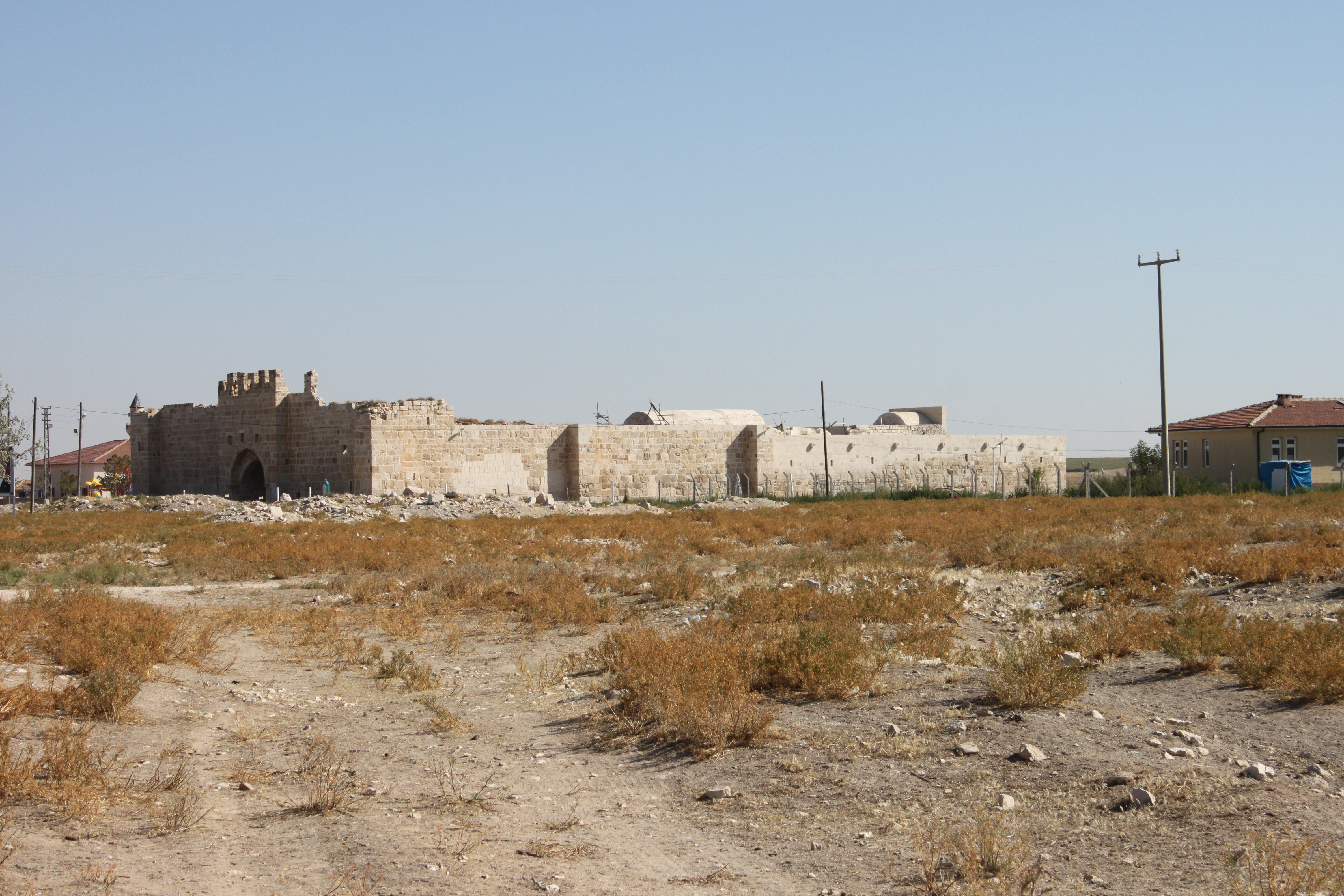
Obruk Hanı, erbaut Anfang des 13. Jahrhunderts, Blick nach Norden.
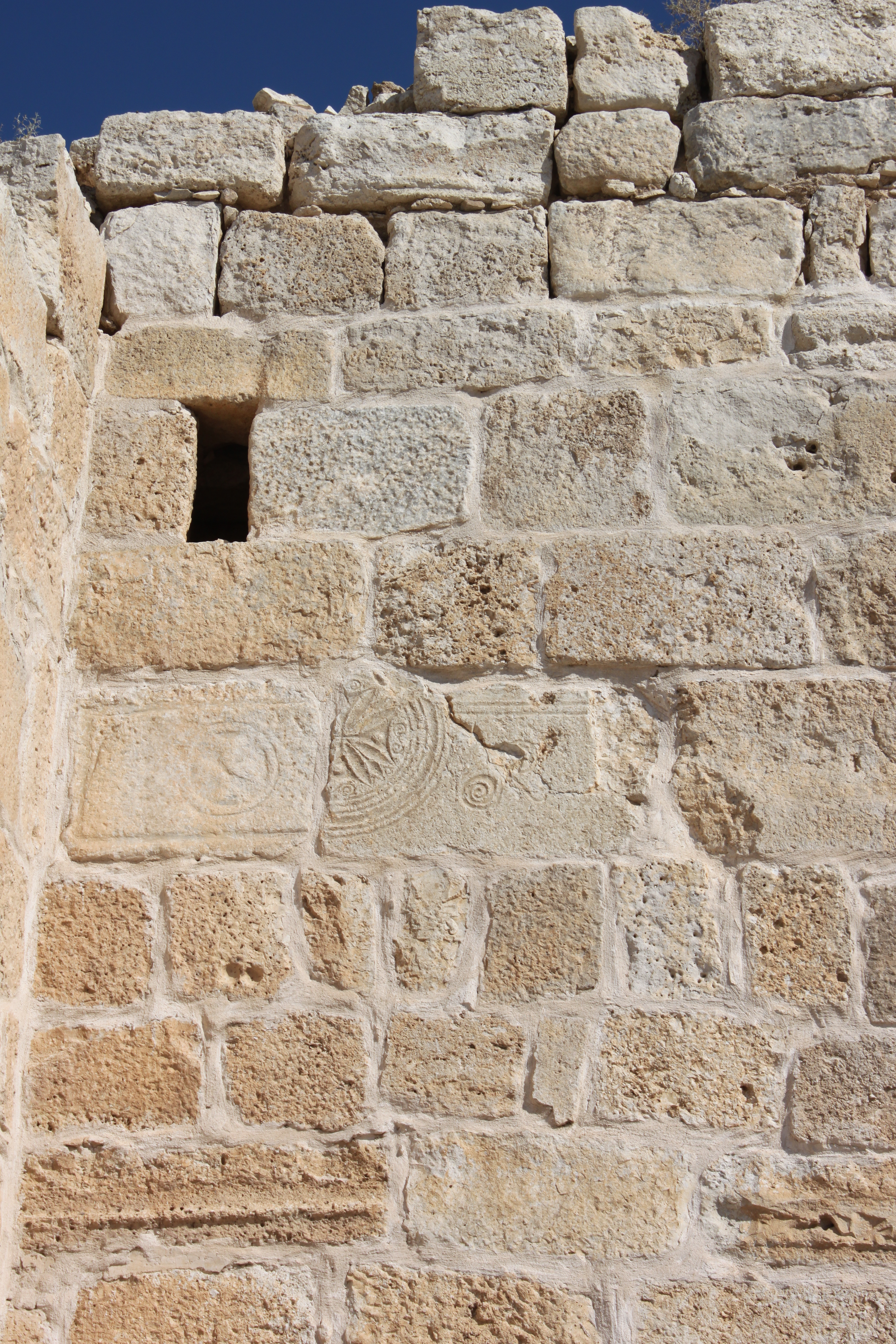
Obruk Hanı, Spolien an der Torwand und Fenster der Moschee.
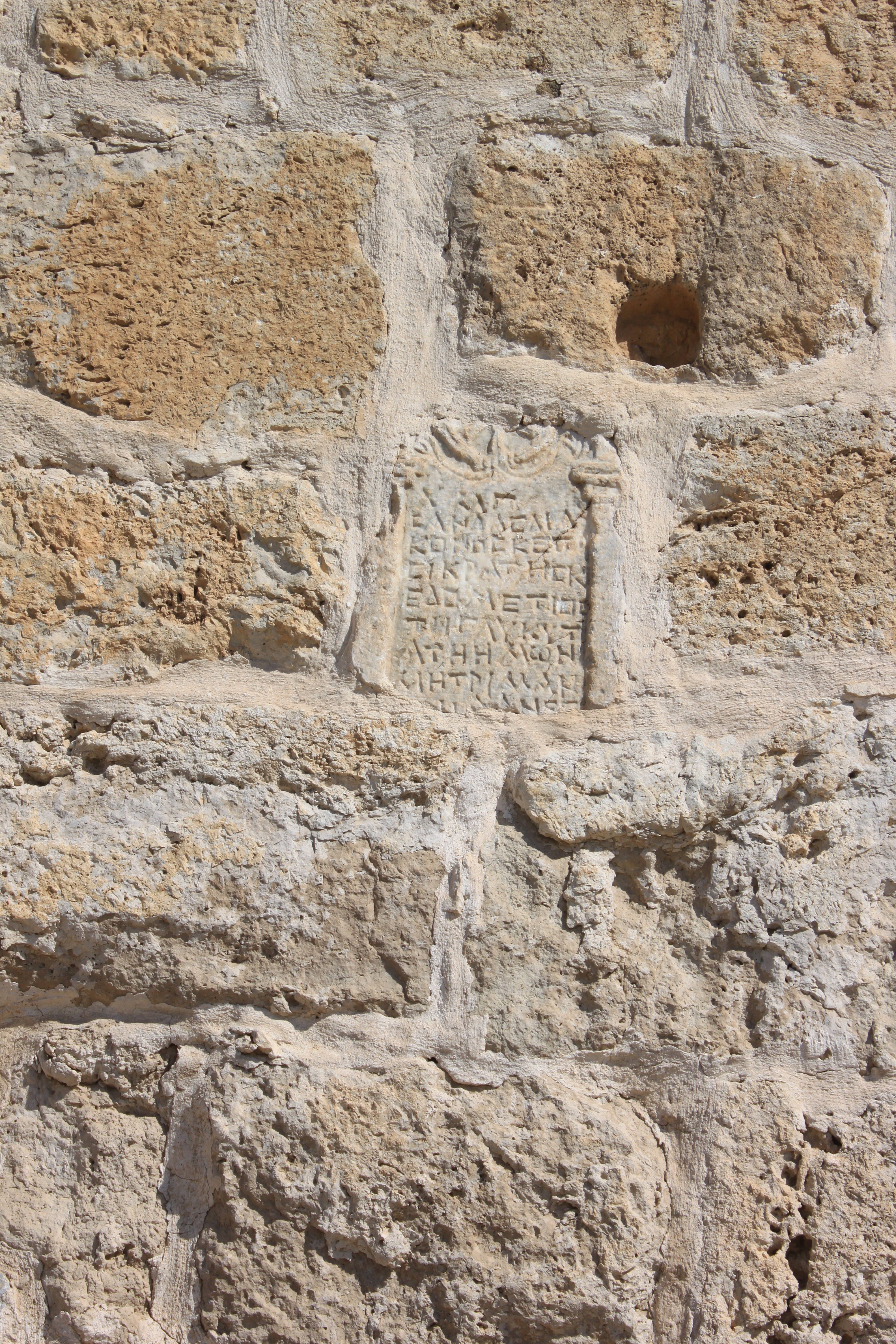
Obruk Hanı, Spolie 1
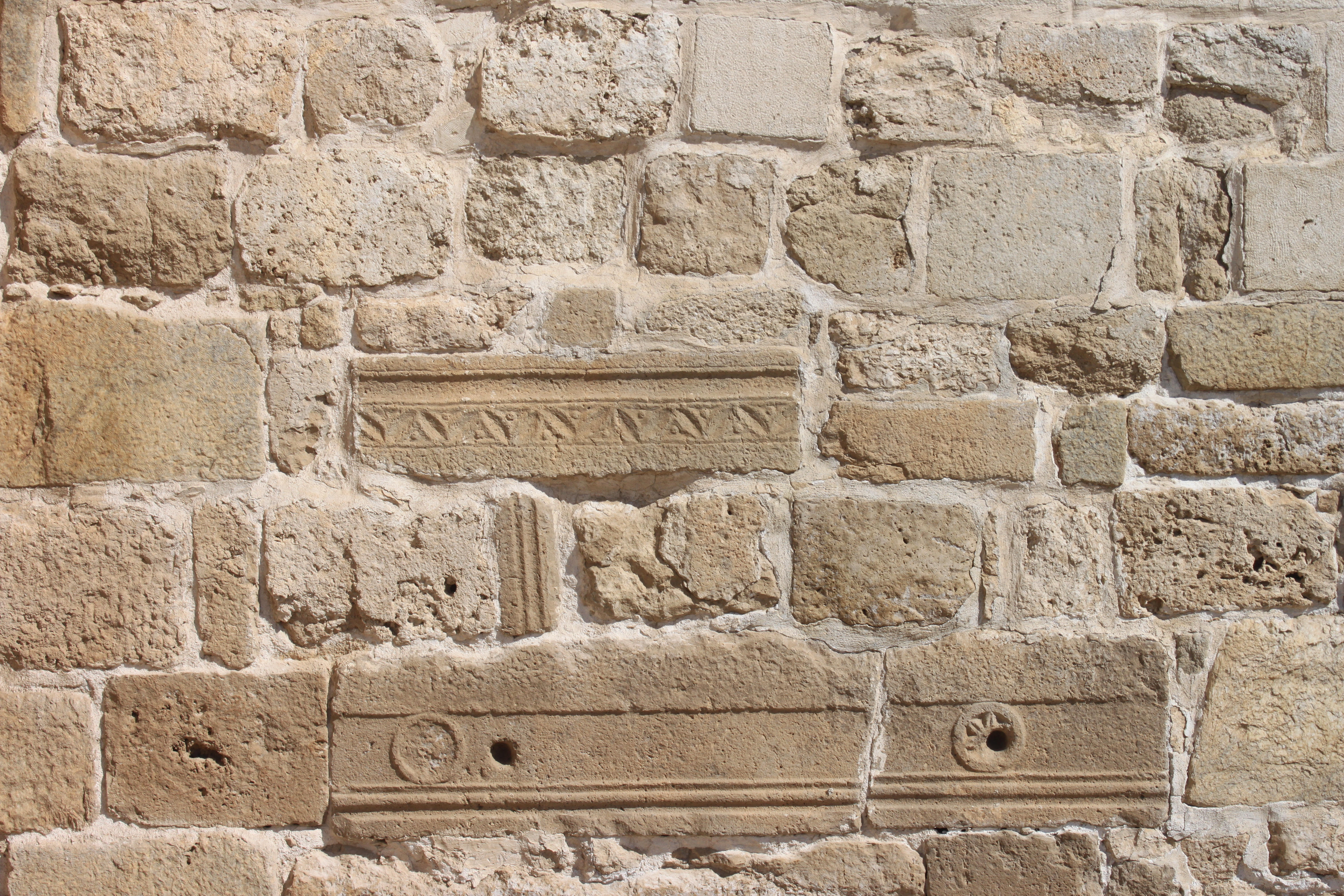
Obruk Hanı, Spolien 2
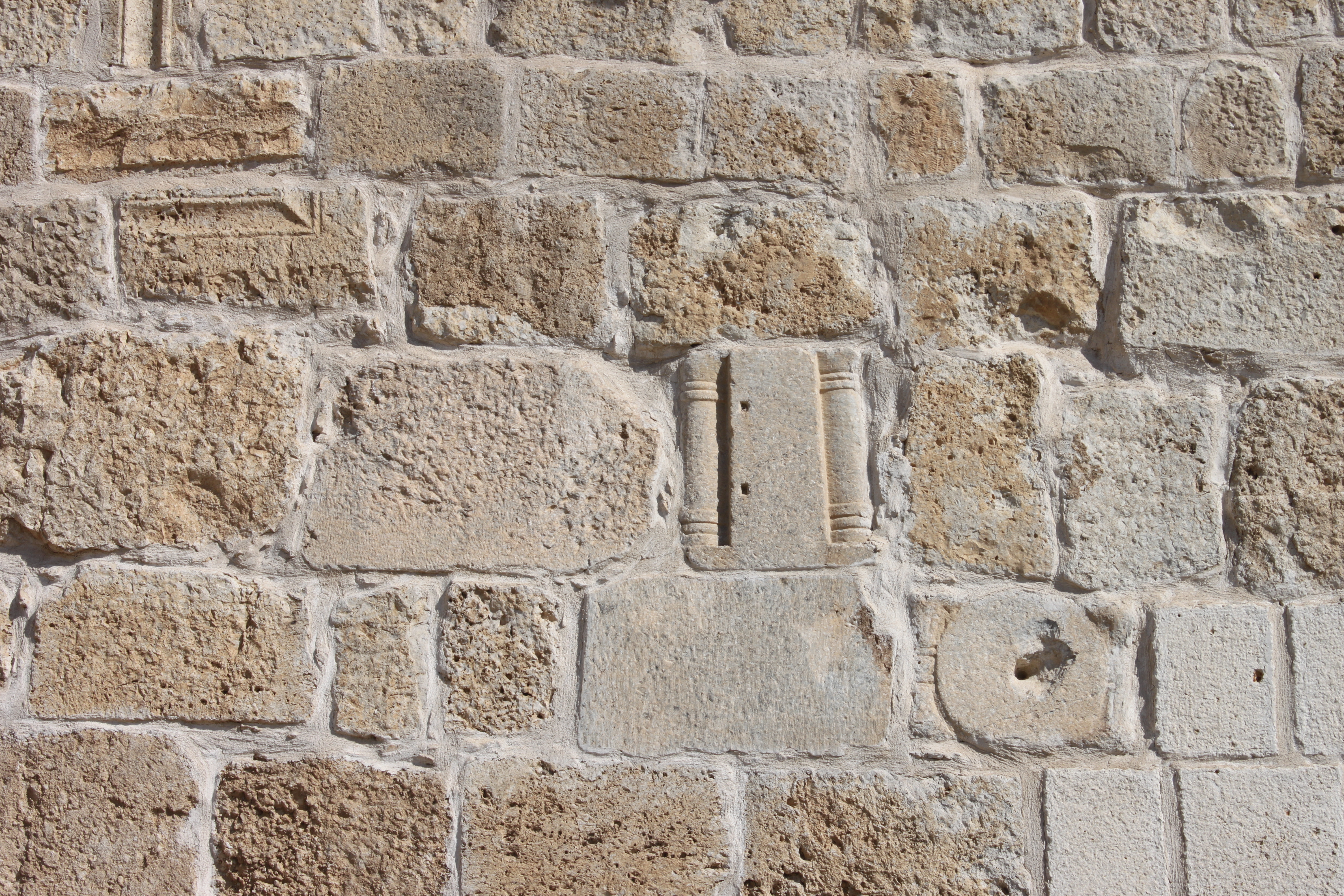
Obruk Hanı, Spolie 3
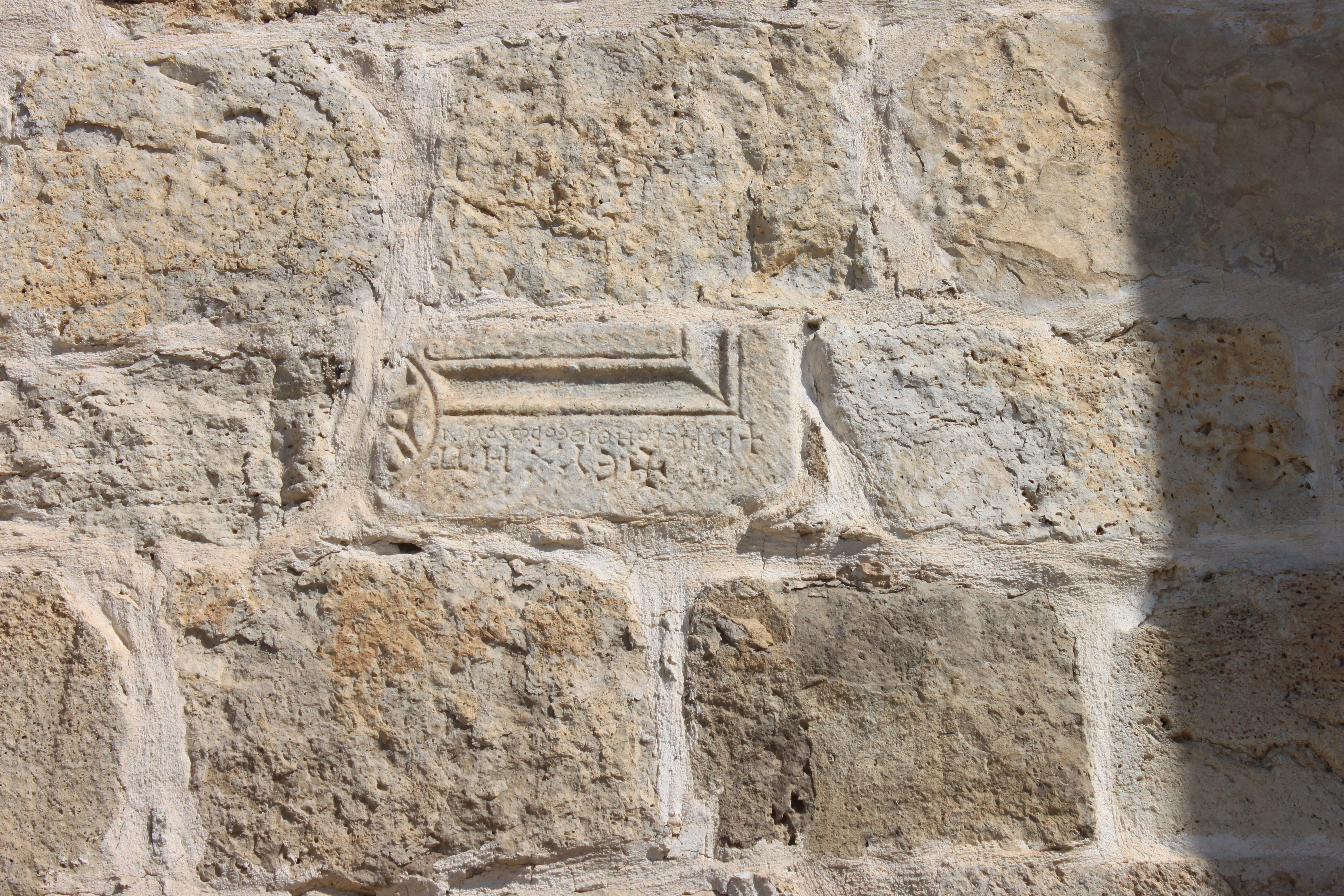
Obruk Hanı, Spolie 4
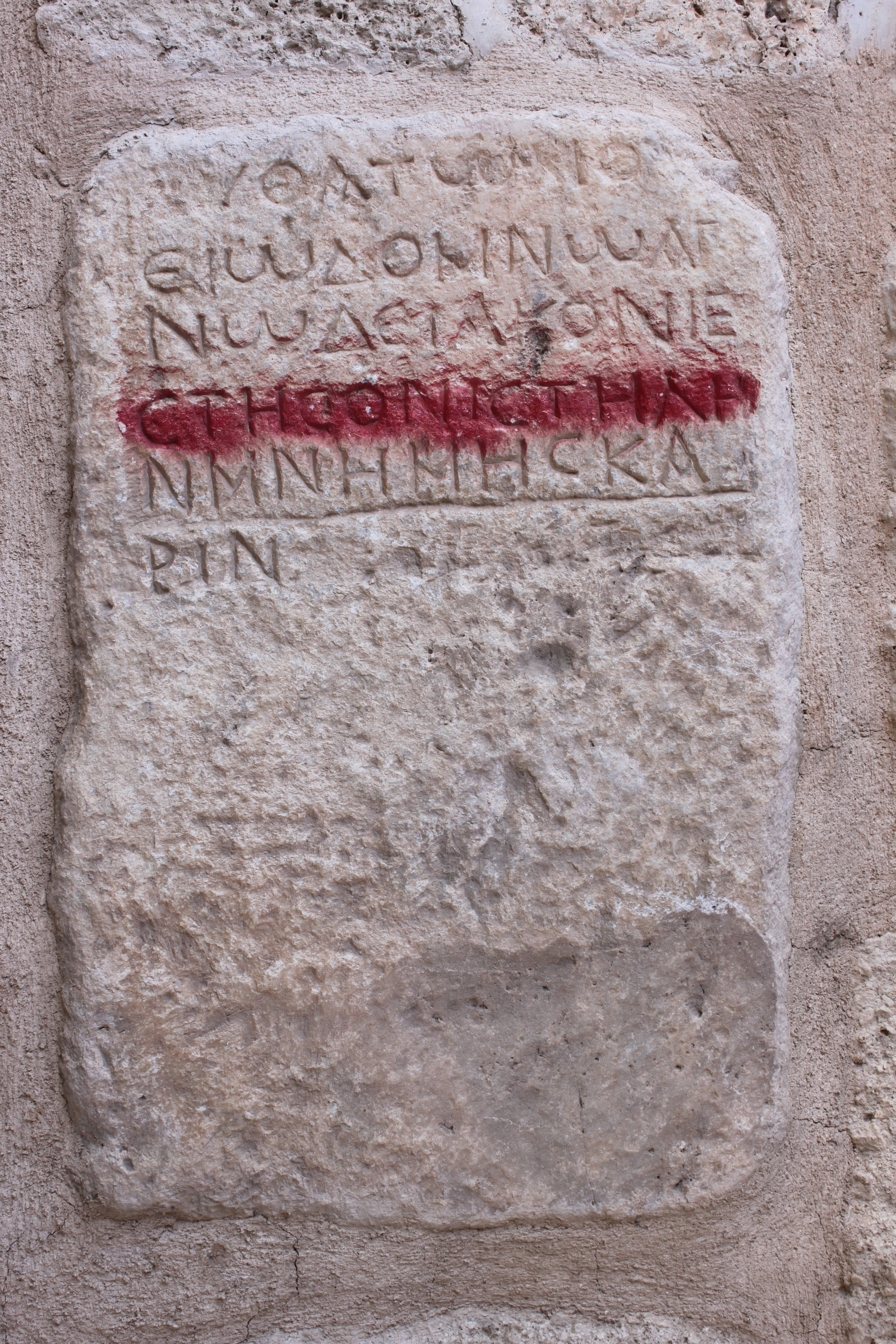
Obruk Hanı, Spolie 5